# 罕萨河谷
罕萨河谷（布魯夏斯基語：ہنزو‬），是一个位于巴基斯坦吉尔吉特-巴尔蒂斯坦（原北部地区）的多山的山谷。与阿富汗瓦罕走廊和中国新疆地区接壤。喀喇昆仑公路和罕萨河从中穿过。

## 历史

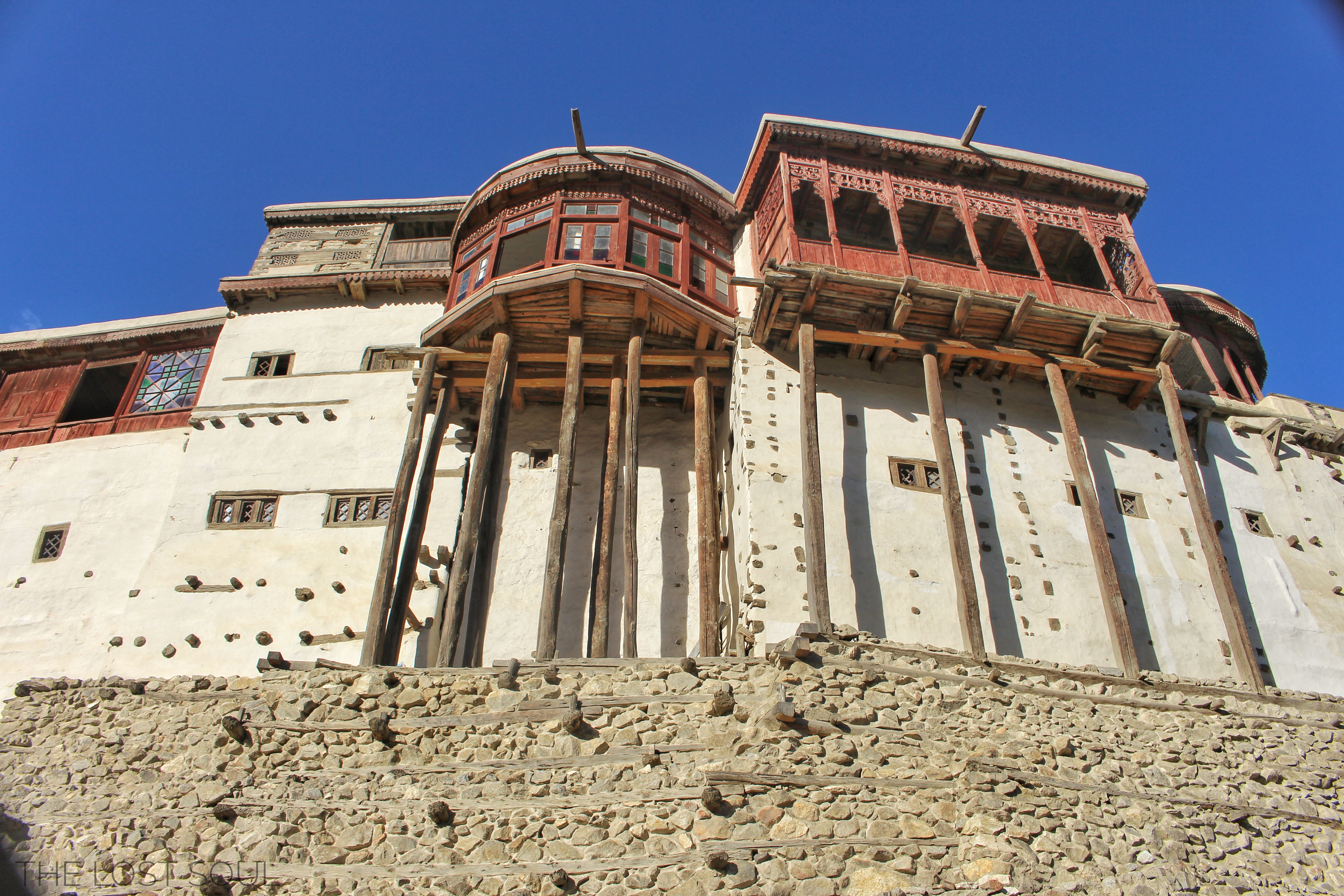
巴勒提特堡、罕萨“米尔”（统治者）的前居所

在古代，罕萨这一地区被称为坎巨提，是清朝的朝贡国。從1892年到1947年是英屬印度的土邦，东北部与新疆接壤，西北与帕米尔高原接壤，南部与英屬印度租借克什米尔土邦的吉尔吉特机构接壤，东部与纳格尔土邦接壤。政权直到1974年才被巴基斯坦总理佐勒菲卡尔·阿里·布托解散。土邦的首府曾是巴尔蒂特镇（也叫卡里马巴德），另一个古老的定居点是甘尼什（Ganish）村，来源于古代的印度教神“甘尼许”。罕萨作为一个独立的公国，有900多年的历史，直到1889年至1891年，英国才通过军事征服，控制了它和邻近的纳加尔山谷。当时的罕萨的“米尔／萨姆”（统治者）萨夫达尔·汗逃到中国的喀什，寻求政治庇护。

### 米尔/萨姆
约翰·比杜夫在他的《印度库什部落》一书中写道
| " | 罕萨的统治家族被称为Ayeshe（天）坎巨提和纳格尔以前是一个国家，由统治吉尔吉特的沙赫雷斯家族的一个分支统治，该家族的政府所在地是纳格尔。第一个穆斯林大约在1000年来到罕萨-纳格尔山谷。伊斯兰教传入吉尔吉特后，娶了吉尔吉特特拉汗的一个女儿，给他生了两个双胞胎儿子，分别叫莫格罗和吉吉斯。现在的纳格尔统治家族就是从前者继承下来的。据说这对双胞胎从出生起就相互敌视。因此，他们的父亲无法解决继承的问题，就把他的国家分给了他们，把北/西给了吉吉斯，把南/东给了莫格罗。 | " |

### 2010年山体滑坡
2010年，山体滑坡阻塞了河流，形成了阿塔巴德湖（又称戈贾尔湖），威胁到下游山谷的1.5万人，并阻塞了喀喇昆仑公路的长约27公里的一段。当罕萨河倒流形成新湖泊时，湖泊绵延30公里（19英里），有120米（400英尺）深。滑坡完全覆盖了喀喇昆仑公路的部分路段。

### 救助登山者
2018年7月1日，巴基斯坦陆军飞行员在罕萨附近的乌尔塔峰（Ultar Sar Peak），在海拔19000英尺（5800米）以上的雪崩中，勇敢地救出了3名被困在那里的外国登山者。恶劣的天气条件使得这架军用直升机很难在海拔7388米（24239英尺）的乌塔尔搜救区展开救援行动。但是他们还是成功完成了救援。来自英国的布鲁斯·诺曼德和蒂莫西·米勒成功获救，他们的同伴奥地利人克里斯蒂安·胡贝尔死于雪崩。
英国驻巴基斯坦高级专员托马斯·德鲁（Thomas Drew）表示，这次任务“非凡而危险”。“我们感谢巴基斯坦军队飞行员营救了两名被雪崩困在罕萨附近乌塔尔峰的英国登山者。我们对遇难的奥地利登山者表示哀悼。

## 地理
罕萨分为3个地理区域:

### Gojal谷/上罕萨
罕萨区Gojal主要的城镇、村庄和河谷是：
- Gulmit
- Passu
- Sost
- Shimshal
- Jamalabad
- Gircha
- Chipursan
- Khyber
- Misgar
- Shishkat
- Hussaini

### 下罕萨

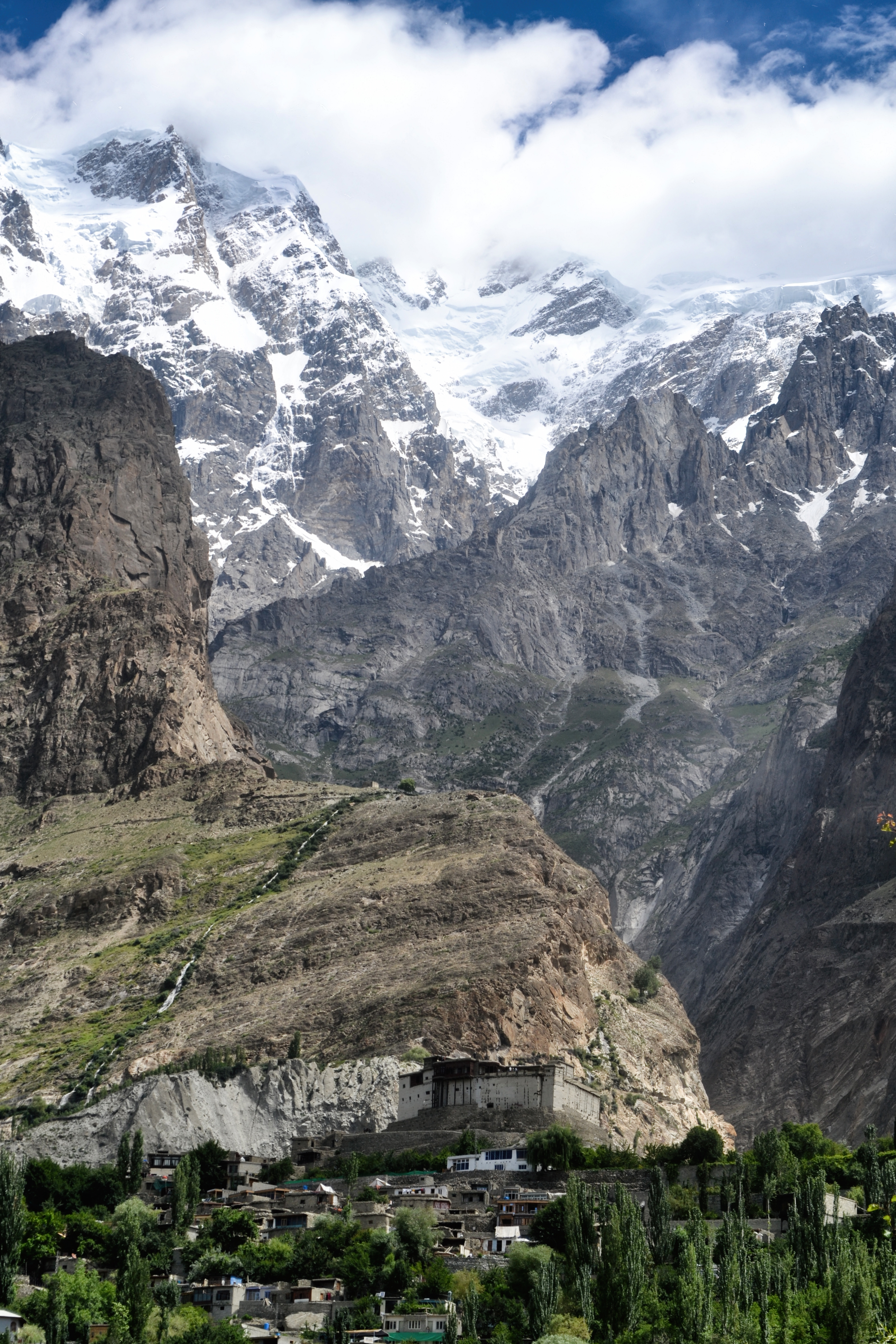
海拔7388米的乌尔塔峰耸立在中罕萨之上

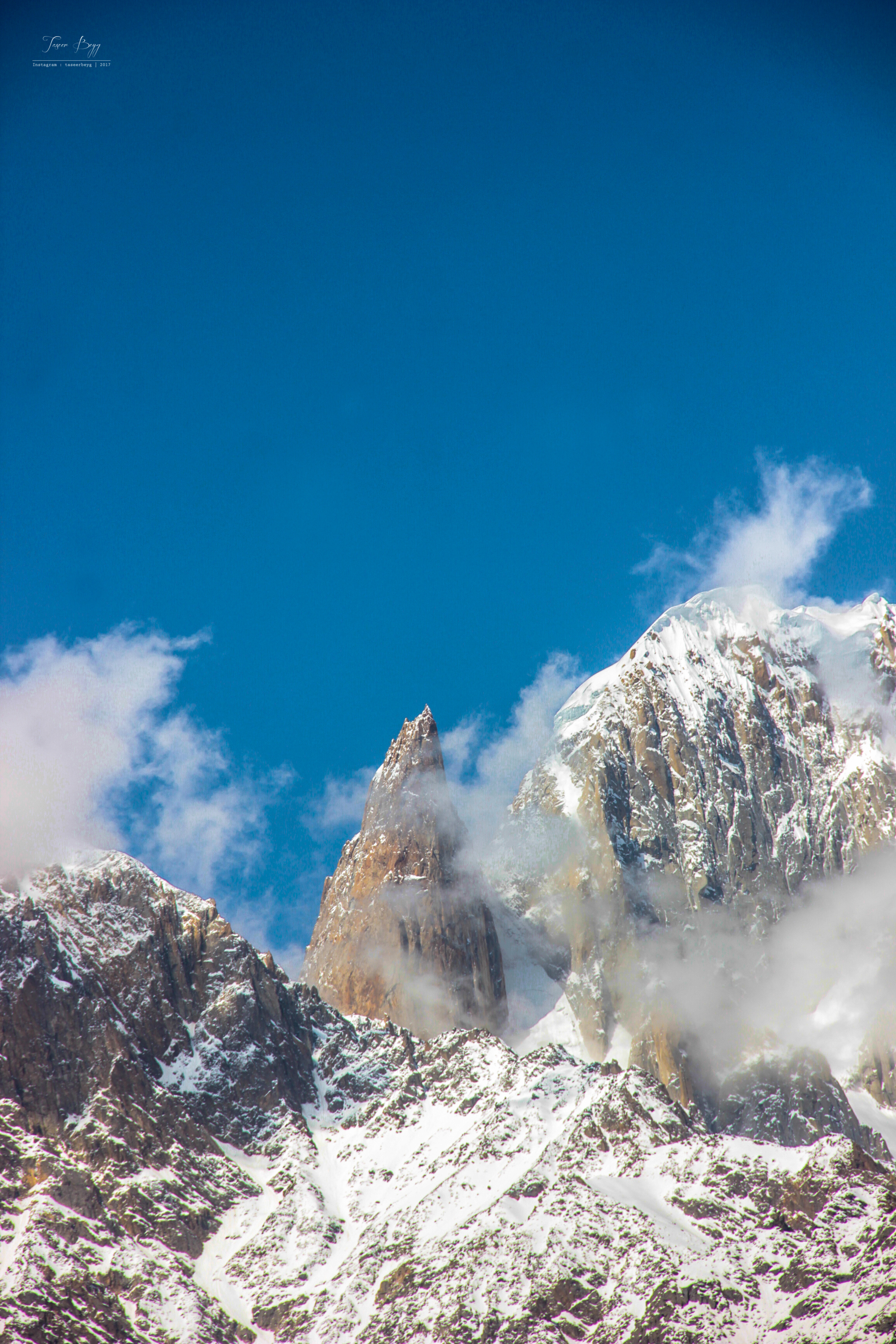
Ladyfinger峰，海拔6000米

下罕包括罕萨区Aliabad乡的一部分。 主要的城镇、村庄和河谷是：
- Nasirabad
- Khanabad
- Mayoon
- Hussainabad
- Khizerabad

### 中罕萨
中央罕萨包括罕萨区Aliabad乡的一部分。 主要的城镇、村庄和河谷是：
- Aliabad
- Hyderabad Hunza
- Dourkhan
- Karimabad
  - Baltit Fort
- Altit
  - Altit Fort
- Ahmedabad
- Burusho
- Ganish Village
- Hassanabad
- Murtazaabad

## 居民
本地语言包括布魯夏斯基語，瓦罕语和希尼亚语。据信罕萨山谷的识字率超过90%。几个世纪以来，历史上的罕萨地区和现在的巴基斯坦北部地区发生了大规模的移民、冲突和部落和民族的重新定居，其中达尔德人、希尼亚人是区域历史上最突出的。这个地区的人们世世代代都在讲述他们的历史传统。
有人注意到了罕萨人的长寿，但也有人反驳这是长寿神话，认为男人的平均寿命是110岁，女人的平均寿命是122岁，与标准偏差很大。没有证据表明罕萨人的预期寿命明显高于巴基斯坦贫穷、孤立地区的平均寿命。关于健康和长寿的主张几乎总是完全根据当地统治者的声称。约翰·克拉克（John Clark）是一名作家，他曾与布卢索人有过密切而持久的接触，并说他们身体并不健康。

## 画廊

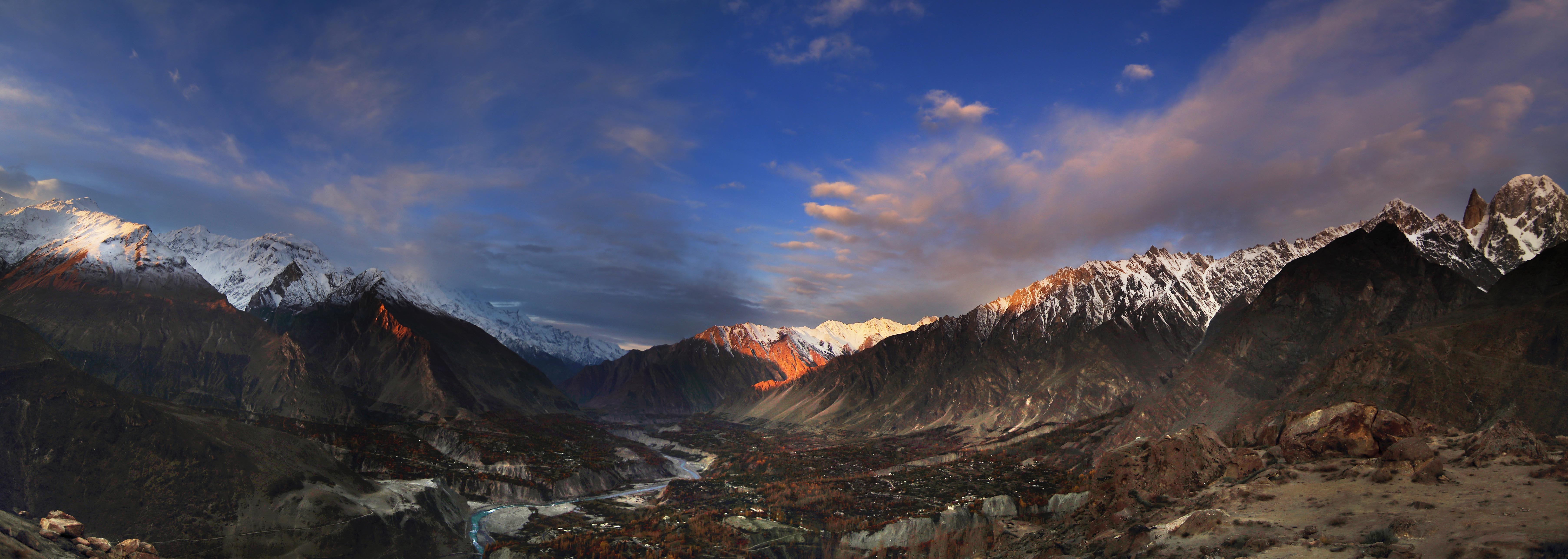
因为太阳升起色绕罕萨河谷。
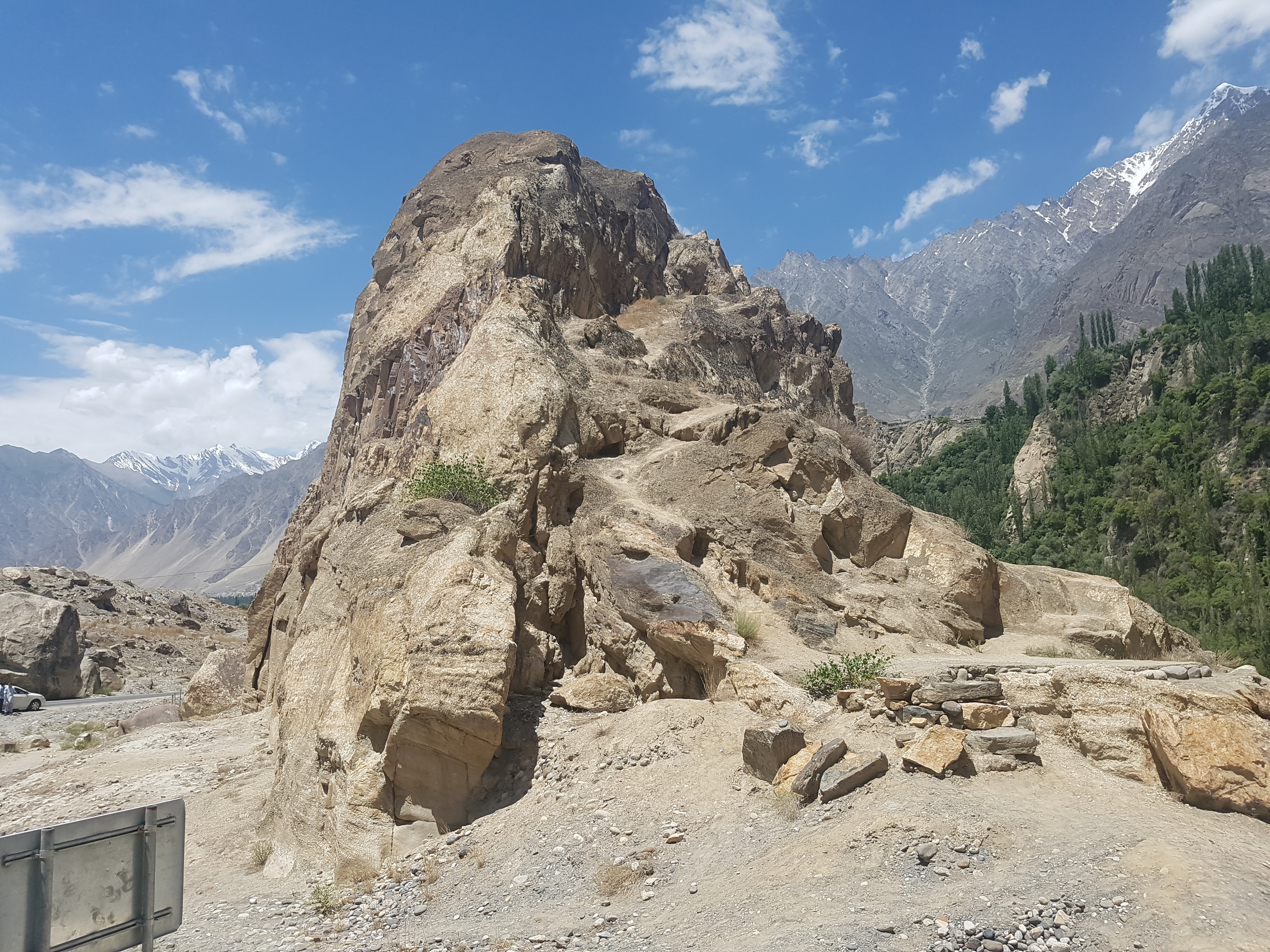
神圣的罕萨岩石含有附图可追溯至该地区的萨满教过去。
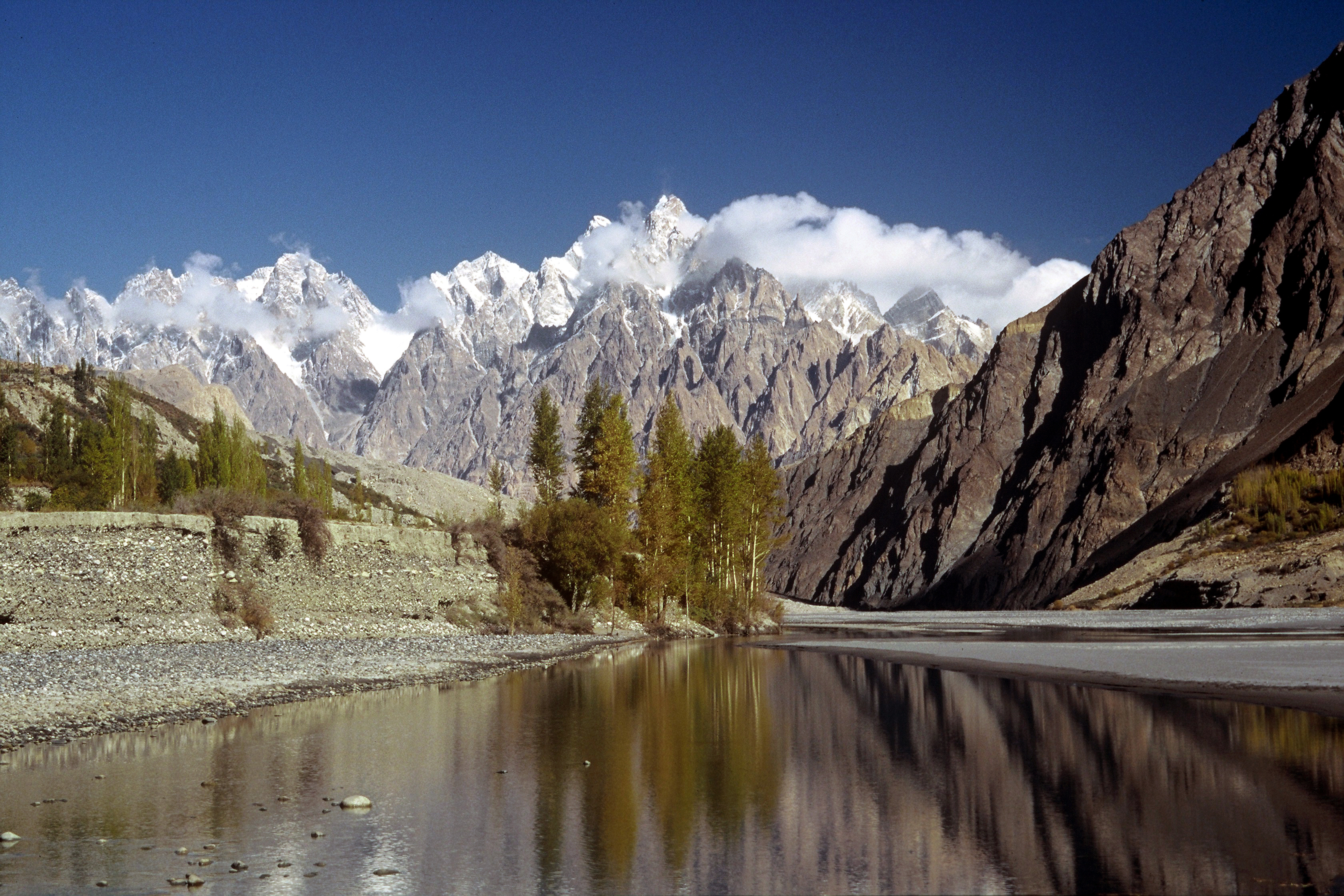
罕萨河 附近的 顾米特.
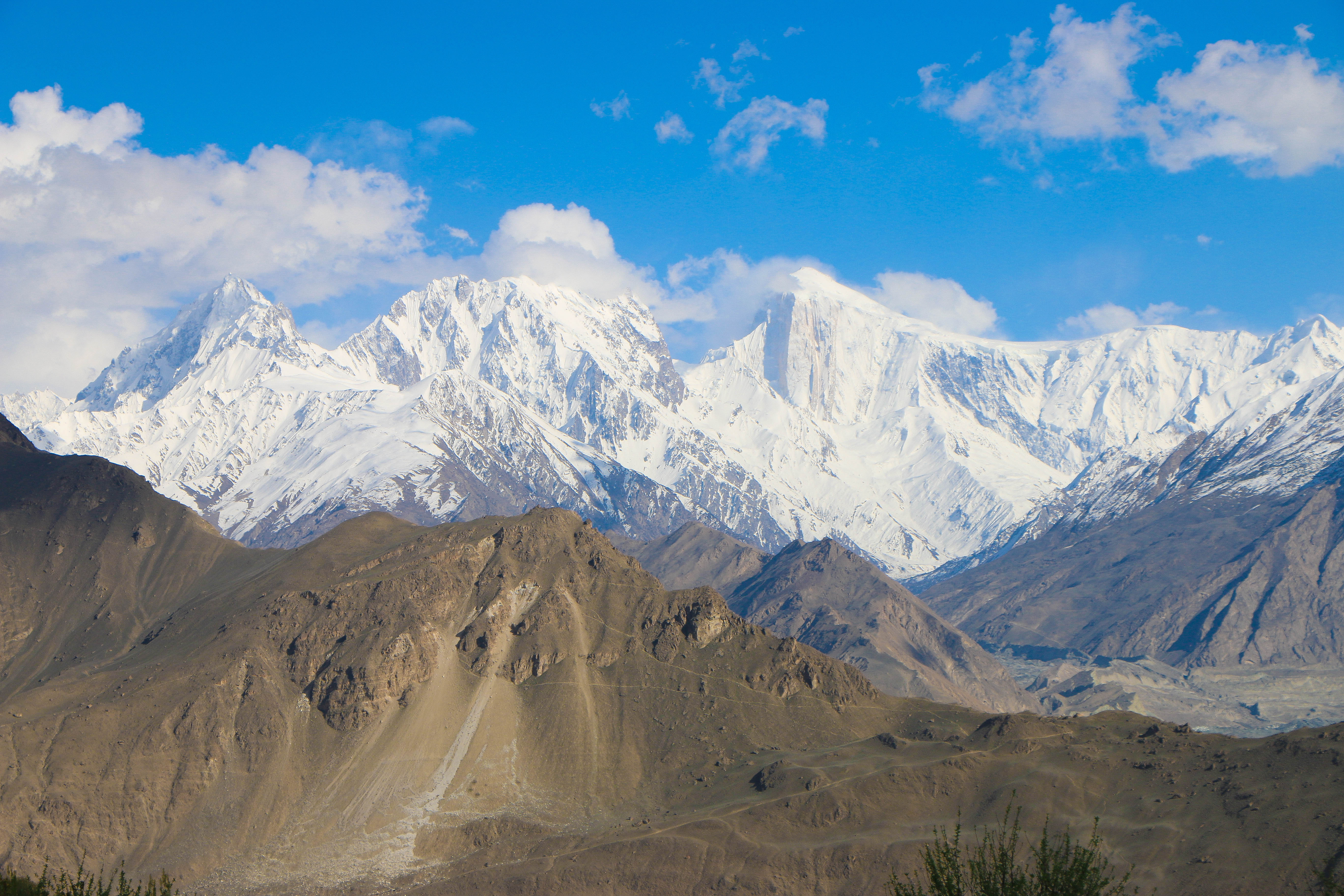
该7,027m(23,054英尺)高 金峰 从巴勒提特堡。
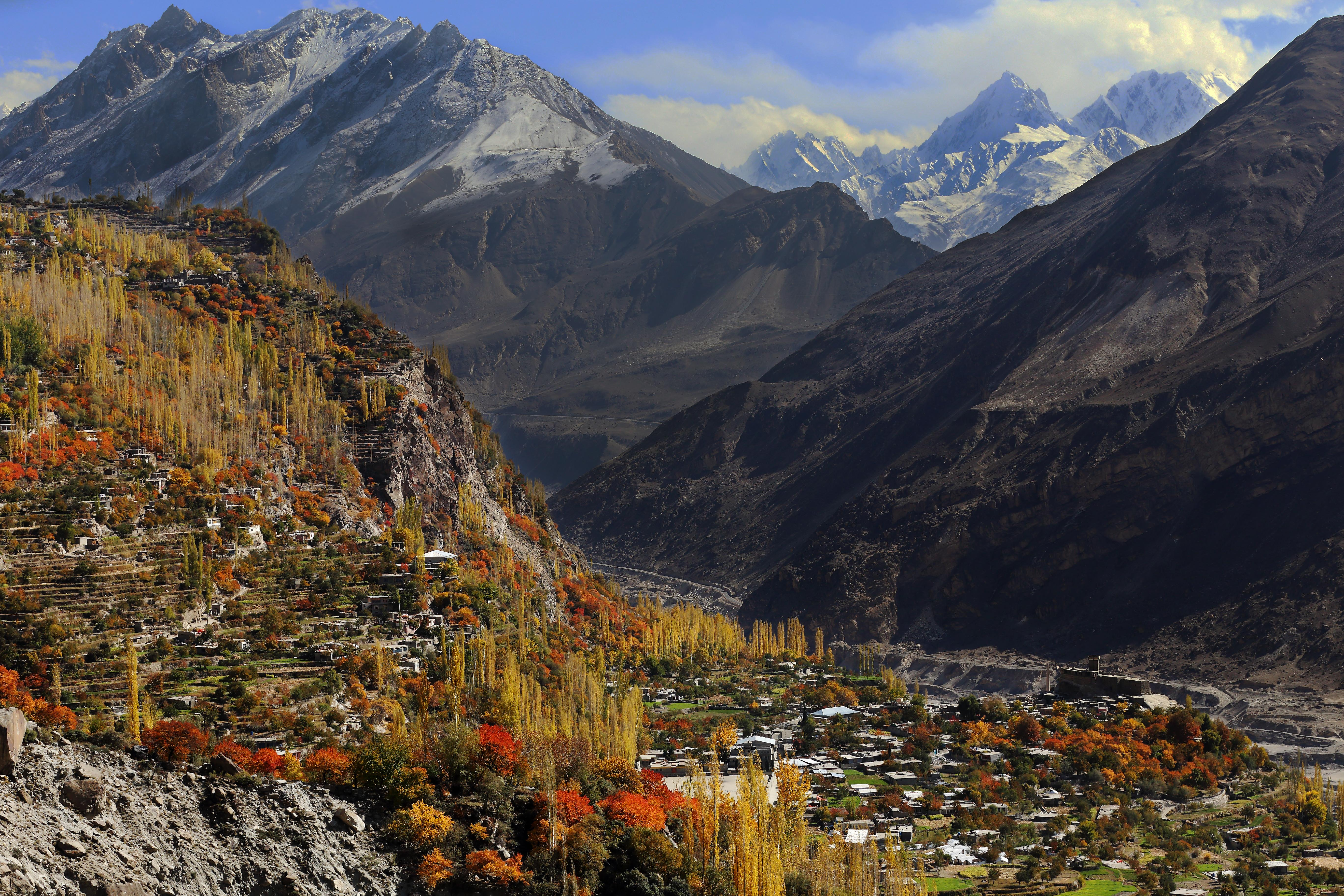
图从 阿尔提特堡.
一个全景的Duikar高原和露台等领域罕、巴基斯坦。
罕谷，从"鹰巢"。
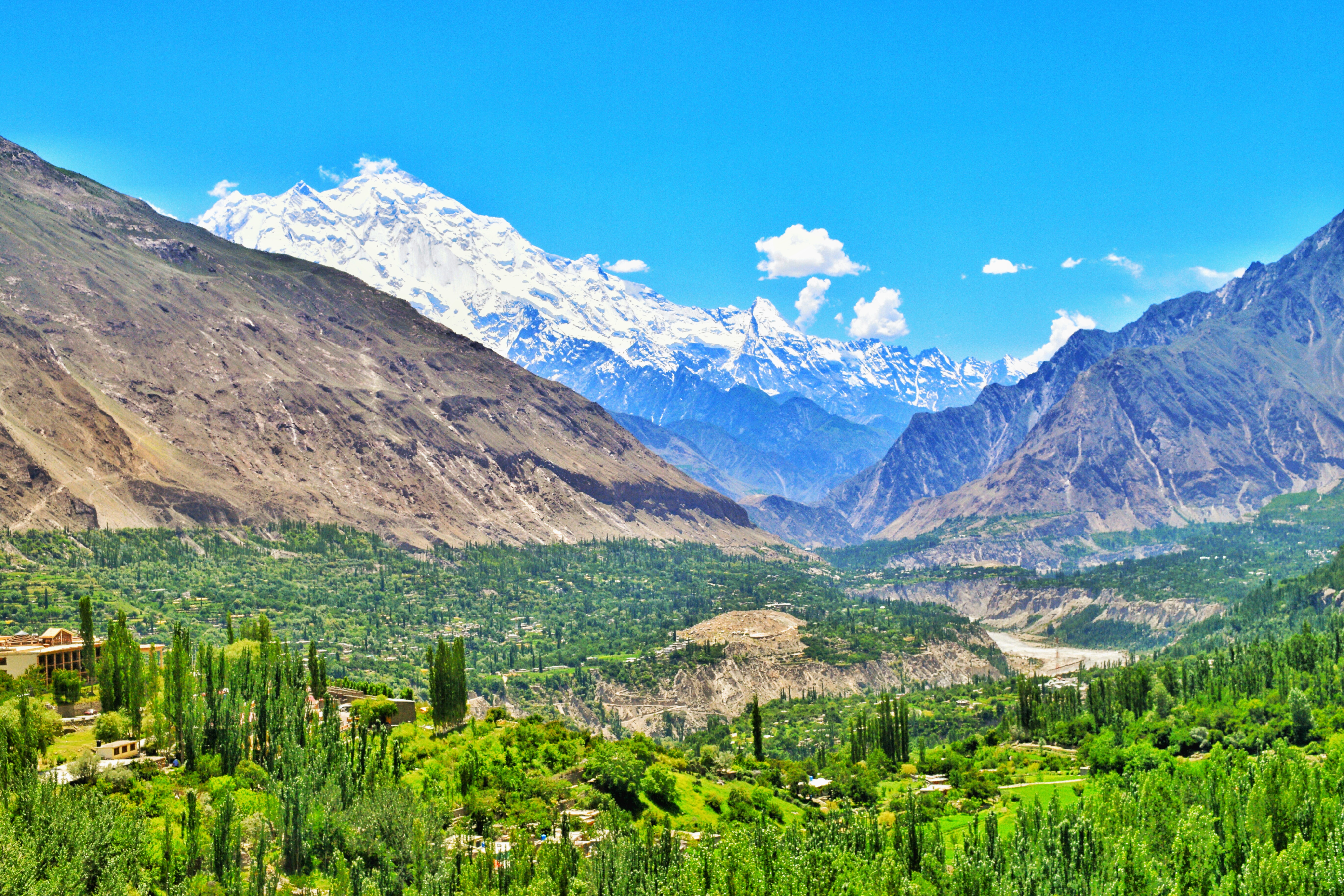
雪复盖的山峰从鹰巢,罕谷。
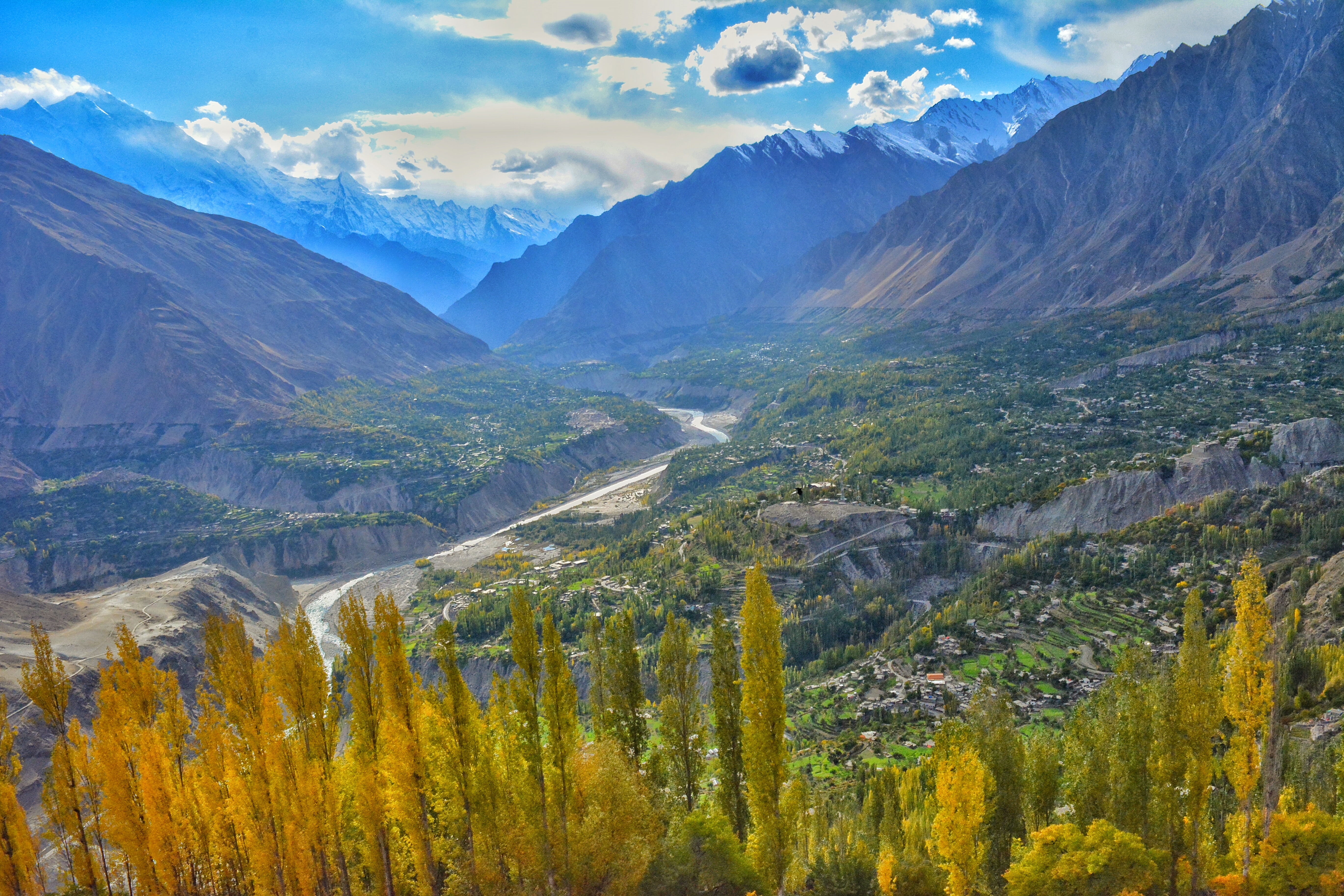
杜克顶部在秋季。
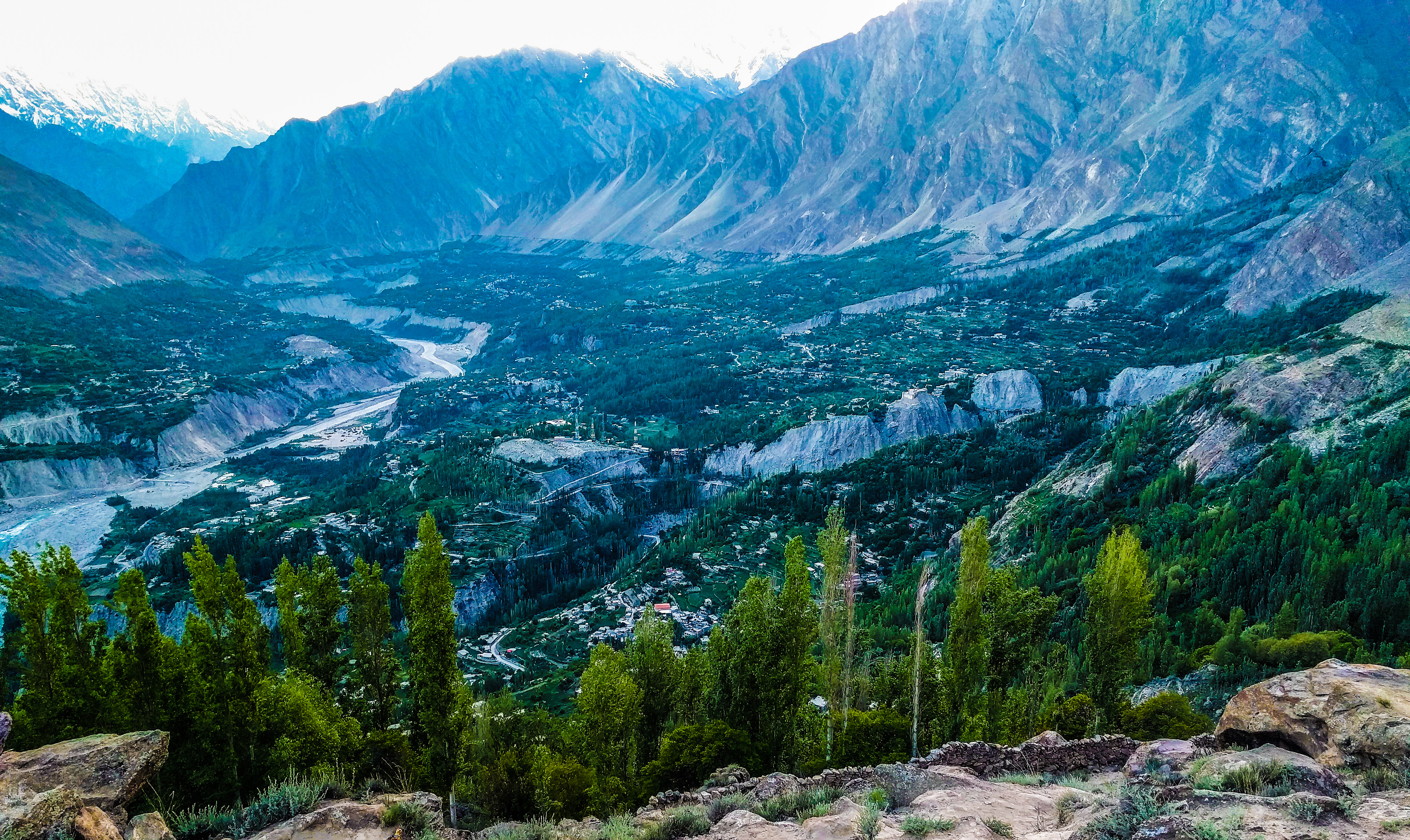
鹰巢,罕时，吉尔吉特伯尔蒂斯坦、巴基斯坦。
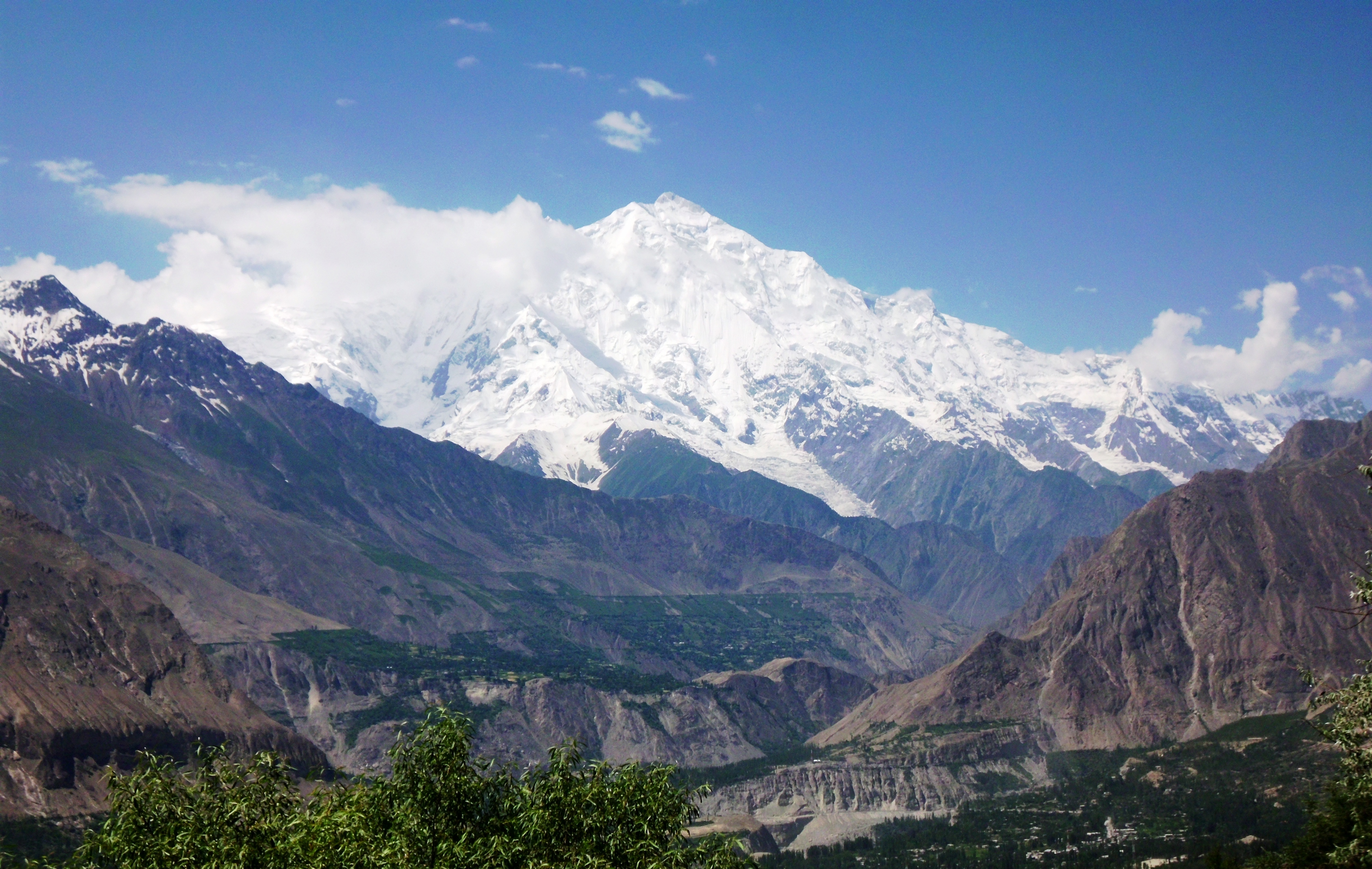
看罕萨和拉卡波希峰-北部地区，巴基斯坦。
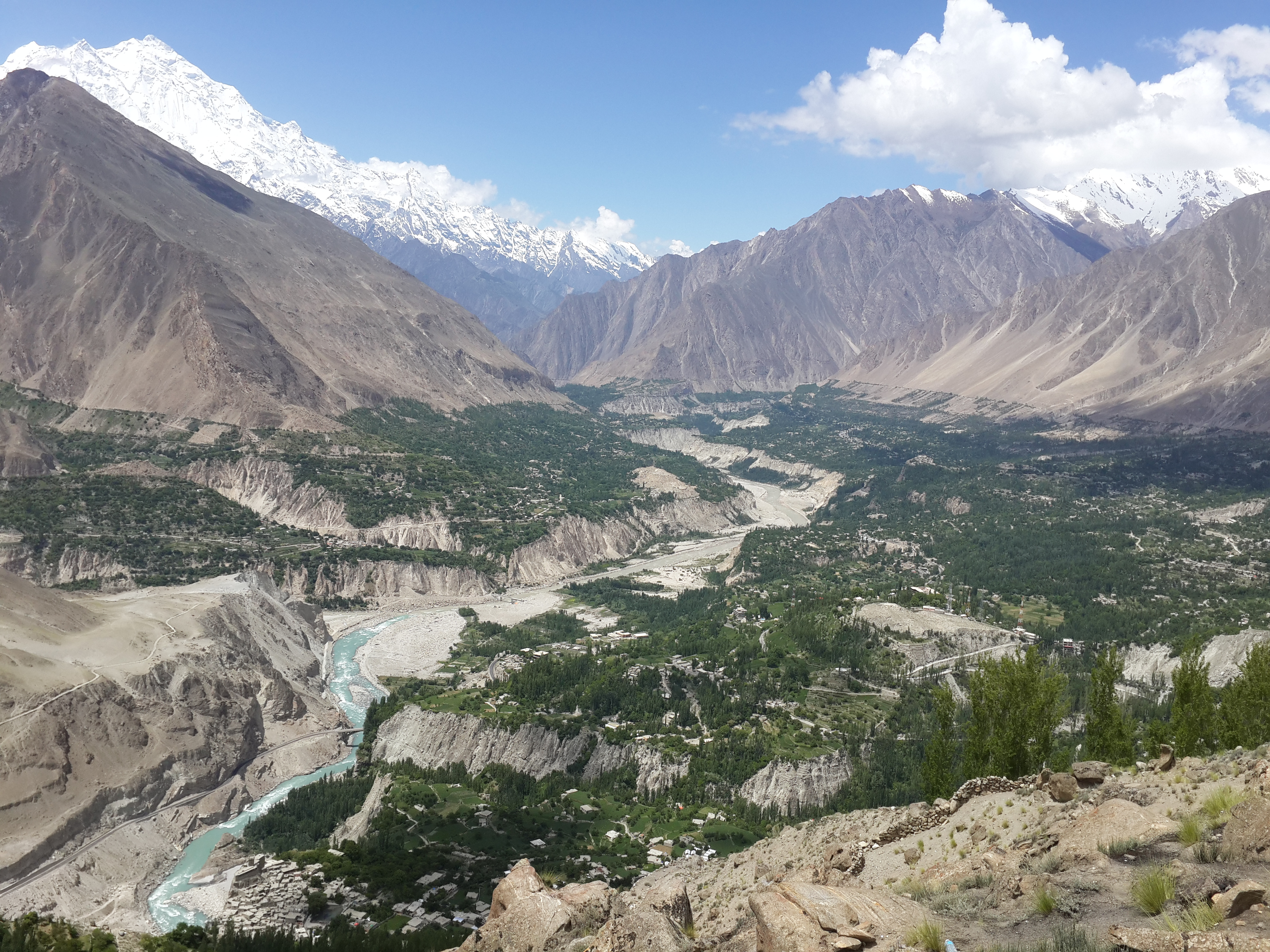
罕谷。
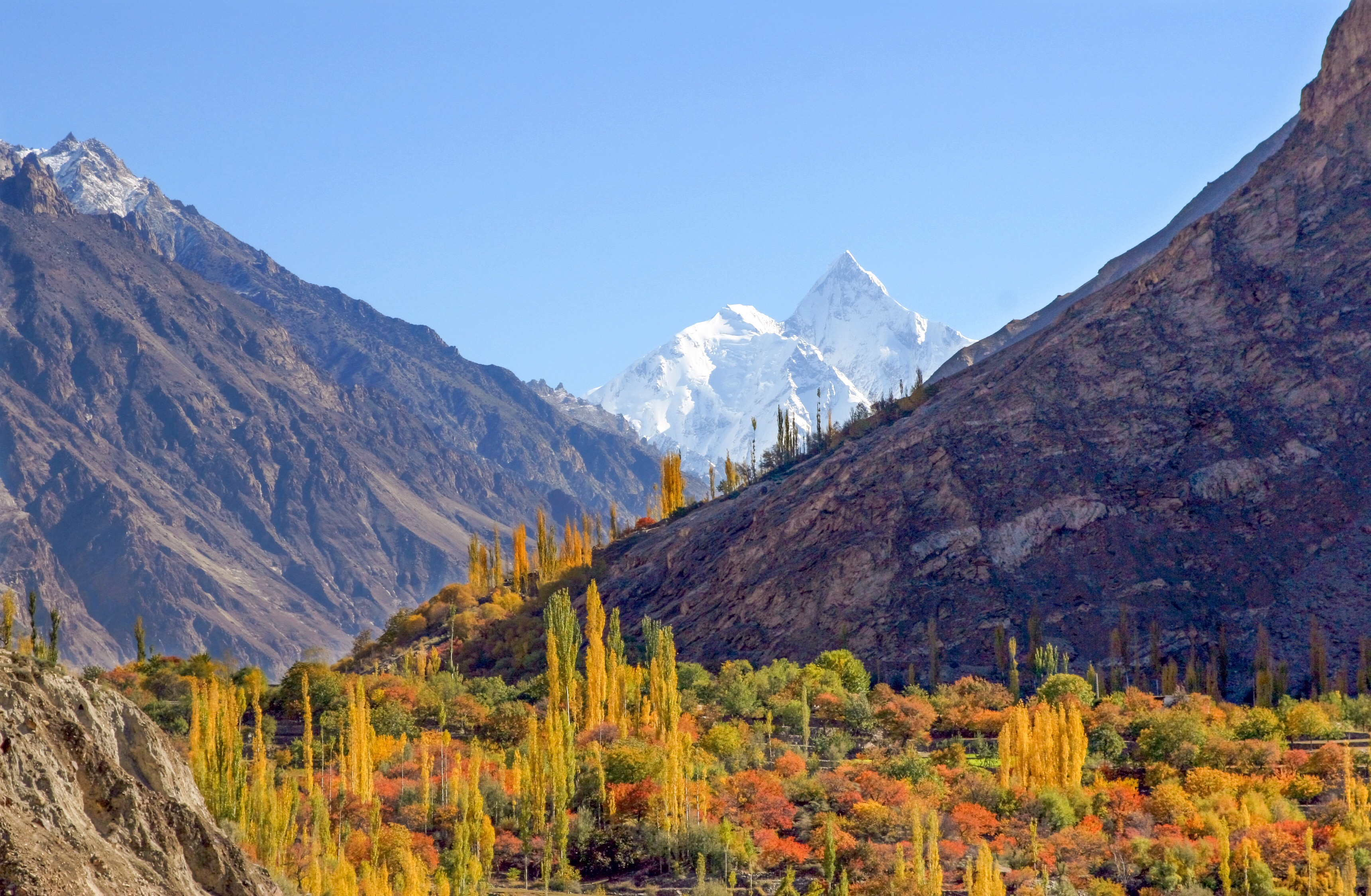
罕谷迟到秋天。
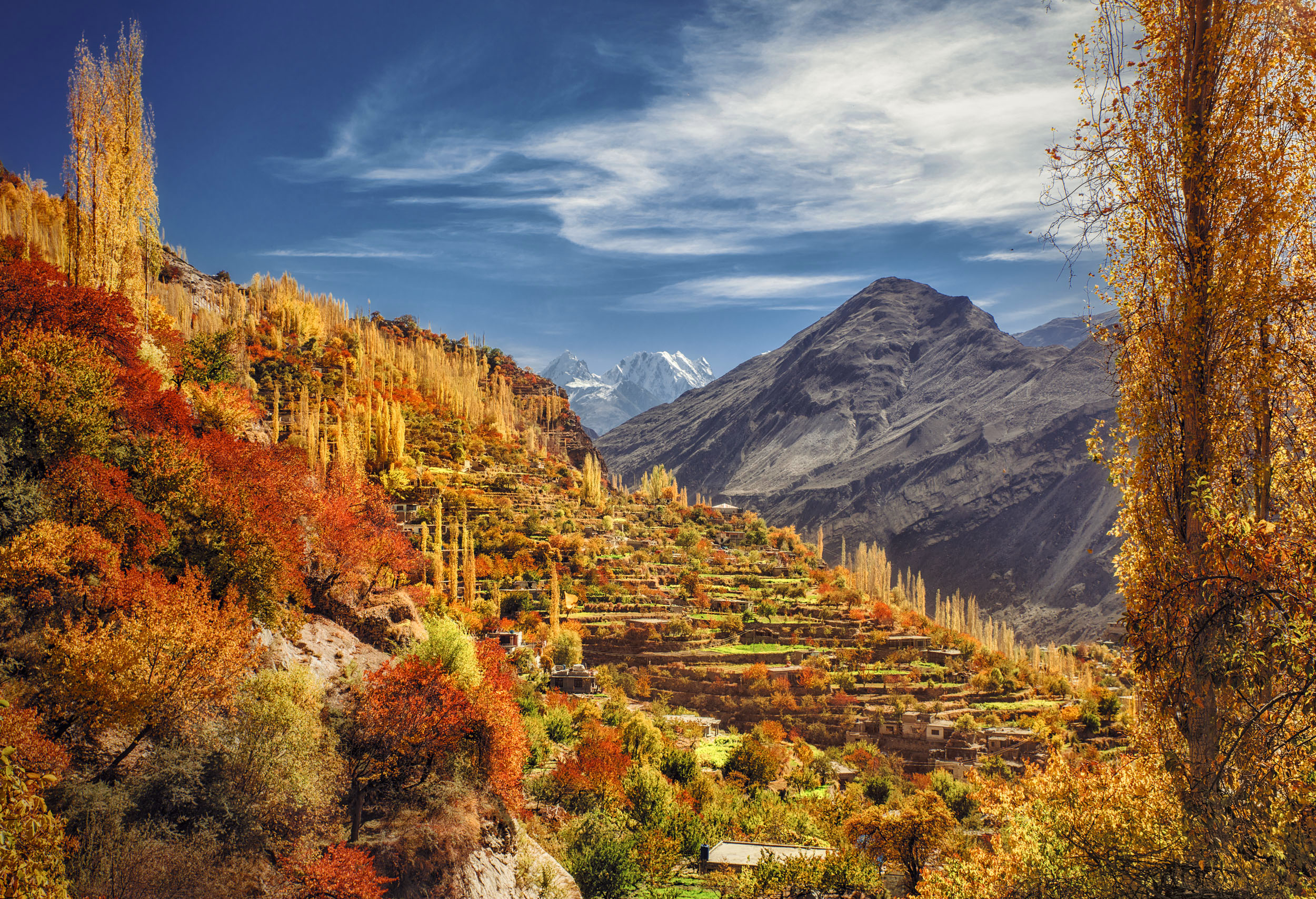

## 参看
- 坎巨提
- 吉尔吉特-巴尔蒂斯坦
- 喀喇昆仑公路
- 喀喇昆仑山脉